# Regarde Les Hommes Tomber
Regarde Les Hommes Tomber — французская пост-блэк/сладж-метал-группа из Нанта, основанная в 2011 году.
На данный момент группа выпустила 3 студийных альбома: Regarde Les Hommes Tomber (2013), Exile (2015) и Ascension (2020).

## История

### Основание иRegarde Les Hommes Tomber(2011—2014)
Regarde Les Jommes Tomber была основана в сентябре 2011 года музыкантами под псевдонимами J.J.S, R.R и A.B, к которым быстро присоединился A.M. Название группы происходит от названия фильма Жака Одиара «Смотри, как падают люди» (фр. Regarde les hommes tomber).
Без вокалиста коллектив дал первый инструментальный концерт в мае 2012 года в Le Ferrailleur в Нанте, выступив на разогреве у американской группы Wolves in the Throne Room. После этого концерта ими заинтересовался лейбл Les Acteurs de L’Ombre, с которым группа позже подписала контракт. Regarde Les Hommes Tomber искали вокалиста, и осенью 2012 года к ним присоединился U.W.
В этом составе они выпускают свой дебютный студийный альбом под названием Regarde Les Hommes Tomber в марте 2013 года. В июне того же года группа выступила на фестивале Hellfest, а в апреле 2014 года на фестивале Roadburn.

### Exile(2014—2019)
U.W решил покинуть группу в апреле 2014 года, его заменил T.C. Группа сосредоточилась на сочинении материала для своего второго студийного альбома. Альбом под названием Exile, записанный в парижской студии Studio Saint-Marthe Франсисом Касте, был выпущен в сентябре 2015 года на лейбле Les Acteurs de L’Ombre.
В течение двух последующих лет группа дала 80 концертов по всей Европе. Regarde Les Jommes Tomber также участвовали в Motocultor в августе 2016 года и на Hellfest в июне 2017 года и гастролировали с немецкой группой Der Weg einer Freiheit.

### Ascension(2019—н.в.)
В марте 2019 года группа подписала контракт с лейблом Season of Mist и объявила о работе над новым альбомом. 4 декабря 2019 года вышел сингл «A New Order», а также стало известно название — Ascension — и дата выхода альбома — 28 февраля 2020 года. 10 февраля 2020 года вышел второй сингл, «The Renegade Son». В преддверии официального релиза, 25 февраля группа выложила весь альбом на YouTube-канале лейбла.

## Музыкальный стиль
Музыку Regarde Les Hommes Tomber представляет собой пост-блэк-метал, вдохновлённый сладжем.

## Состав

### Нынешний состав
- T. Chenu (T.C) — вокал
- Jean-Jérôme Souladié (J.J.S) — гитара
- A. Maupas (A.M) — гитара
- Antoine Batard (A.B) — бас-гитара
- R. Richard (R.R) — ударные

### Бывшие участники
- Ulrich Wegrich (U.W) — вокал

## Дискография
- Regarde Les Hommes Tomber (2013)
- Exile (2015)
- Ascension (2020)